# Hippothyris reticulata
Hippothyris reticulata är en mossdjursart som beskrevs av Liu 200. Hippothyris reticulata ingår i släktet Hippothyris och familjen Bitectiporidae. Inga underarter finns listade i Catalogue of Life.